# Prabhu Narayan Singh
Prabhu Narayan Singh (Ramnagar, 26 novembre 1855 – Ramnagar, 4 agosto 1931) è stato un principe indiano.
Fu Maharaja Bahadur di Benares dal 1889 al 1931.

## Biografia
Prabhu Narayan Singh nacque il 26 novembre 1855, figlio del maharaja Ishwari Prasad Narayan Singh di Benares.
Alla morte del padre, nel 1889, salì al trono di Benares e vi rimase per i successivi 42 anni. Nel 1891 venne creato cavaliere commendatore dell'Ordine dell'Impero indiano ottenendo le insegne da gran commendatore l'anno successivo. Nel 1911 annetté al proprio dominio i parganas di Bhadohi, Keramnagar, Chakia e Ramnagar. Nel 1919 ottenne il grado onorifico di tenente colonnello dell'esercito indiano e nel 1921 ottenne le insegne da gran commendatore dell'Ordine della Stella d'India per il servizio prestato nel corso della prima guerra mondiale. Donò 1300 acri di terra per la fondazione della celebre Banaras Hindu University. Donò dei terreni a Kamacha alla dottoressa Annie Basent per fondarvi l'Hindu College che venne poi aggregato all'università. Attivo nel mondo della carità, fu pure un grande studioso parlando e scrivendo regolarmente sanscrito, persiano e inglese. Fondò l'Iswari Memorial Hospital per ridurre la mortalità delle madri al momento del parto.
Morì nel 1931 e gli successe suo figlio, Aditya Narayan Singh.

## Onorificenze

### Posizioni militari onorarie
| Forza militare      | Unità    | Posizione          | Anno |
| ------------------- | -------- | ------------------ | ---- |
| British Indian Army | Esercito | Tenente colonnello | 1919 |